# 제10군단지휘부
육군 제10군단 지휘부(중국어 정체자: 陸軍第十軍團指揮部, 영어: 10th Field Army)는 중화민국 육군사령부에 예속되어 있는 3개 군단급 작전 지휘부이다. 중부대만에 속하는 타이중시, 신화현, 난터우현, 윈린현, 자이현, 자이시을 담당하고 있으며, 전시에 제5작전구를 맡는다. 별칭은 "崑崙部隊, 곤륜부대" 

## 역사

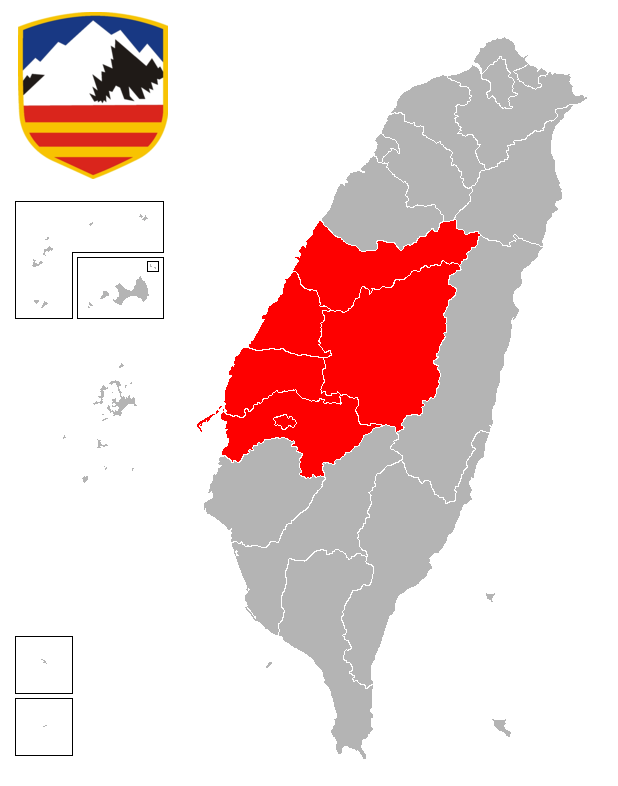
제10군단의 책임지역

1942년, 신편 제38사단을 국민혁명군 신편 제1군(=신1군, 이후의 제80군)을 개편하였다.
1950년, 육군 제80군이 대만 남부방수구사령부로 개편되었다.
1954년 5월, 대만 중부방수구사령부가 가오숭 펑산에서 제2야전군단사령부로 개편되었다.
1972년, 타이중 신서로 이사하였다.
1976년 1월, 제5군단사령부로 개편되었다.
1976월 8월 16일, 육군총사령부 산하 제10군단사령부로 개편되었다.
2006년 3월 1일, 국방부 조직법 정진안에 따라 육군 제10군단 지휘부로 지위가 한단계 내려갔다.

## 구조

### 지휘부
- 지휘관: 중장 1명
- 부지휘관: 소장 1명
- 참모장: 소장 1명
- 부참모장: 상교 2명
- 정치작전주임: 소장 1명
- 부정치작전주임: 상교 1명
- 군단 사관독도장: 1등사관장 1명

### 직할부대
- 본부중대
- 헌병중대
- 보병대대 - 타이중시 우르구 청궁링 영구: 2021년1월 간부훈련반(幹訓班)을 개편[1]
- 화학병 제36군 - 타이중시 다야구
- 공병 제52군 "光隆部隊" - 타이중시 타이핑구
- 포병 제58지휘부 "虎鋒部隊" - 타이중시 선강구

### 예하부대

#### 정규군
- 보병 제101여단 "堅實部隊" - 자이현 우르구
- 보병 제104여단 "常山部隊" - 타이중시 다리구
- 기계화보병 제234여단 "長城部隊" - 타이중시 다리구[2]
- 보병 제257여단 "軍魂部隊" - 자이현 다린구
- 보병 제302여단 "虎威部隊" - 타이중시 우르구
- 장갑 제586여단 "鍾山部隊" - 타이중시 허우리구

#### 예비군
- 타이중시 후비여단 - 타이중시
- 장화현 후비여단 - 장화현
- 난터우현 후비여단 - 난터우현
- 윈린현 후비여단 - 윈린현
- 자이 후비여단 - 자이현

### 배치부대
- 제5지구지원지휘부 "堅毅部隊" - 타이중시 신서구
- 중부지구후비지휘부

## 같이 보기
- 제6군단지휘부
- 제8군단지휘부

## 참고
1. ↑  “強化防衛實力 國軍新編步兵營” (보도 자료) (중국어 (대만)). 自由時報. 2021년 3월 21일. 2023년 11월 11일에 원본 문서에서 보존된 문서. 2021년 3월 21일에 확인함.
2. ↑  陸軍二〇〇旅今更 銜番號 官兵歡慶成軍八十四週年[깨진 링크(과거 내용 찾기)]